# 名古屋市交通局
名古屋市交通局（なごやしこうつうきょく、英: Transportation Bureau City of Nagoya）は、愛知県名古屋市内及び周辺地域で公営交通事業を行う名古屋市の地方公営企業の事業組織である。略称は名市交（めいしこう）。名古屋市交通事業の設置等に関する条例（昭和41年12月26日名古屋市条例第59号）に基づき、自動車運送事業（市営バス）及び高速度鉄道事業（市営地下鉄）を運営している。交通事業の管理者は交通局長である。
かつては名古屋市電（路面電車）や、名古屋市営トロリーバス（無軌条電車）も運行していた。
マスコットキャラクターは、名古屋市章である「丸八」と名古屋城の金鯱にちなんだ「ハッチー」。

## 事業
各事業の詳細は以下の項目を参照。
- 現在の事業
  - 地下鉄：名古屋市営地下鉄（6路線 93.3km）
  - バス：名古屋市営バス
- 過去の事業
  - 路面電車：名古屋市電
  - トロリーバス：名古屋市営トロリーバス

## 徽章・章標
市章を稲妻で囲んだ交通局徽章は名古屋市電気局時代の1922年（大正11年）7月21日に制定されたものである。交通局改組後も継続して使用しており、後述するロゴマーク制定後も制服のワッペンなどに使用されている。
名古屋市営地下鉄を表すマークは1956年（昭和31年）に交通局が杉本健吉にデザインを依頼し創出されたものである。その意匠は市章の「丸八」をトンネルと軌道に見立てたもので、当初はトンネルに5本の区切り線が入っていた。このマークは徽章としては用いられず、1957年（昭和32年）6月の決定では「乗客の利便と業務上必要な時に使用するマーク」とされた。また厳密なデザインの規定はされず、白の縁取りとされたり、5本の区切り線が無かったりと、複数のパターンが併用された。地下鉄シンボルマークのデザインが正式に規定されたのは1979年（昭和54年）4月16日のことで、高速電車の章標と称された。この制定でシンボルマークは杉本健吉考案の意匠を下地としつつも、区切り線は入れないことで統一された。
2022年（令和4年）11月には市営交通100周年を記念して、 新たに名古屋市交通局ロゴマークを制定した（作成・森旬子）。ロゴマークの構成要素であるシンボルマークは「人」の形を組み合わせて交通の「交」を形成する意匠で、下段の「人」が局員によって支えられる交通システムを、上段の「人」が活動する人々によって繋がる街を表している。

交通局徽章 (1922年制定)
地下鉄シンボルマーク (1957年制定)
高速電車の章標 (1979年制定)
交通局シンボルマーク (2022年制定)

## 歴史
- 1922年（大正11年）8月1日 : 名古屋市電気局が名古屋電気鉄道から市内線を買収し名古屋市電営業開始。
- 1930年（昭和5年）2月1日 : 市営バス営業開始。
- 1935年（昭和10年）12月28日 : 名古屋乗合自動車のバス事業を継承。
- 1936年（昭和11年）
  - 5月24日 : 愛知乗合自動車のバス事業・中村電気軌道の軌道・バス事業を継承。
  - 5月26日 : 中央乗合自動車のバス事業を継承。
- 1937年（昭和12年）3月1日 : 新三河鉄道の軌道・市内バス事業、下之一色電車軌道の軌道事業、築地電軌の軌道・バス事業を継承。岩塚バス・東海自動車・名古屋桴扱所のバス事業を継承。
- 1938年（昭和13年）2月1日 : 葵乗合自動車のバス事業を継承。
- 1943年（昭和18年）5月10日 : 市営トロリーバス開業。
- 1945年（昭和20年）10月2日 : 名古屋市交通局に改組。
- 1947年（昭和22年）6月1日 : 総務部、運輸部、技術部、高速度鉄道部を設置
- 1949年（昭和24年）4月6日 : 運輸部を業務部に、技術部を工務部、高速度鉄道部を高速度鉄道調査班に名称変更
- 1950年（昭和25年）8月19日 : 総務部、業務部、工務部を廃止
- 1951年（昭和26年）1月16日 : トロリーバス廃止。
- 1952年（昭和27年）11月1日 : 高速度鉄道調査班を廃止、工務課高速度調査係を設置
- 1954年（昭和29年）
  - 2月25日 : 管理部、運輸部、技術部を設置
    - 高速度鉄道建設部設置。同部の下に計画課、工事課、建設事務所設置
- 1956年（昭和31年）9月1日 : 建設事務所を廃止
- 1957年（昭和32年）
  - 6月11日 : 運輸部に業務課、高速運輸課設置
    - 技術部に軌道事務所、電路事務所設置

  - 11月1日 : 高速運輸課に乗務所を設置
  - 11月15日 : 地下鉄1号線（現・東山線）開業。
- 1960年（昭和35年）
  - 5月25日 : 運輸部に名古屋駅務区、池下駅務区設置
  - 6月1日 : 技術部に高速軌道事務所設置
- 1961年（昭和36年）
  - 4月1日 : 技術部に高速電気事務所設置
  - 4月13日 : 高速度鉄道建設部に工事事務所設置
- 1963年（昭和38年）6月10日 : 自動車部設置
- 1965年（昭和40年）
  - 6月16日 : 運輸部を電車部に名称変更
  - 10月15日 : 地下鉄2号線（現・名城線の一部および名港線）開業。
  - 10月 : 名城線開業を記念し、地下鉄により親しみを持ってもらおうと名古屋市営地下鉄の歌の歌詞を一般公募。1307通の応募の中から市内在住の豊永郁夫の作品に決定。いずみたく作曲、川路英夫の歌でビクターから発売。題名は「若いサブウェイ」
- 1966年（昭和41年）5月1日 : 工事事務所を廃止。第1工事事務所、第2工事事務所を設置
- 1967年（昭和42年）
  - 3月1日 : 乗務所を高速運転区に名称変更
    - 池下駅務区を廃止し、金山駅務区を設置

  - 7月1日 : 技術部と車両部を統合、施設車両部を設置
- 1968年（昭和43年）5月1日 : 高速軌道事務所を軌道事務所に統合
- 1969年（昭和44年）
  - 3月1日 : 電車部に東山駅務区を設置
  - 4月25日 : 1号線の愛称を東山線、2号線の愛称を名城線と決定。同年5月1日から使用開始。
- 1970年（昭和45年）4月1日 : 高速度鉄道建設部に、設計課を設置
- 1971年（昭和46年）
  - 3月1日 : 高速運転区を東山線高速運転区・名城線高速運転区に分割
  - 8月1日 : 高速度鉄道建設部に調査課を設置
  - 11月20日 : 電車部に大曽根駅務区を設置
- 1973年（昭和48年）
  - 4月1日 : 高速度鉄道建設部に、第3工事事務所を設置
  - 8月24日 : 管理部を総務部に名称変更
    - 経理部を設置
- 1974年（昭和49年）
  - 3月1日 : 電車部に、池下駅務区、新瑞橋駅務区を設置
  - 3月30日 : 地下鉄4号線（現・名城線の一部）開業。
  - 3月31日 : 市電全廃。
  - 4月1日 : 高速運輸課を運輸課に名称変更
    - 電車部に運転課を設置
    - 東山線高速運転区を東山線運転区に、名城線高速運転区を名城線運転区に名称変更
    - 施設車両部を廃止し、車両部、施設部を設置
    - 車両部に、名城工場設置
    - 高速度鉄道建設部に管理課、建築課を設置
    - 高速度鉄道建設部調査課を総務部に移管
- 1976年（昭和51年）5月15日 : 総務部を廃止
- 1977年（昭和52年）
  - 2月1日 : 電車部に伏見駅務区を設置
  - 3月18日 : 地下鉄鶴舞線開業。
- 1978年（昭和53年）
  - 4月1日 : 経理部を廃止
    - 管理部を設置
    - 7つある駅務区を東山線駅務区、名城線駅務区、鶴舞線駅務区に統合
    - 車両部と施設部を統合し、施設車両部を再設置
    - 施設車両部に日進工場、施設事務所を設置
    - 高速度鉄道建設部管理課を廃止

  - 10月1日 : 電車部に鶴舞線運転区を設置
- 1979年（昭和54年）7月29日 : 地下鉄鶴舞線が名鉄豊田新線（現在の豊田線）と相互直通運転開始。
- 1985年（昭和59年）
  - 4月1日 : 管理部を廃止
    - 営業本部制を創設し、営業部を設置
    - 労務部、経理部を設置
- 1987年（昭和62年）
  - 4月1日 : 営業本部制を拡充し、管理部、経理部、電車部、自動車部を設置
    - 営業部、労務部を廃止
- 1988年（昭和63年）3月1日 : 磁気カード「リリーカード」発売（使用開始は同年4月1日から）。
- 1989年（平成元年）
  - 4月1日 : 技術本部制を創設。その下に、施設車両部、高速度鉄道建設部を設置
  - 9月1日 : 電車部に、桜通線駅務区、桜通線運転区を設置
  - 9月10日 : 地下鉄桜通線開業。同時に地下鉄回数券を磁気カード化し「回数券カード」となる。名古屋市営地下鉄では初の自動改札機に直接投入できる乗車カードである。
  - 10月2日 - 「リリーカード」を基幹1号系統に試験導入。
- 1991年（平成3年）10月1日：「リリーカード」を市営バス全線に導入。
- 1992年（平成4年）4月1日：名鉄バスと共同運行する基幹2号系統で「リリーカード」と「パノラマカード」の共通利用を開始。
- 1993年（平成5年）8月12日 : 地下鉄鶴舞線が名鉄犬山線と相互直通運転開始。
- 1994年（平成6年）
  - 4月1日 : 営業部を設置
    - 高速度鉄道建設部に、用地課を設置

  - 6月5日 : 「いこまいきっぷ」発売開始。
- 1996年（平成8年）
  - 4月1日 : 「なごや環境きっぷ」発売開始（「ドニチエコきっぷ」導入により2006年（平成18年）3月8日をもって発売終了）。
  - 11月1日 : 「地下鉄1区特別きっぷ」発売開始。
- 1998年（平成10年）
  - 5月5日 : 「リリーカード」「回数券カード」発売終了。
  - 5月6日 : 「ユリカ」によるストアードフェアシステム導入。
- 2000年（平成12年）1月19日 : 「ユリカ」の積み増し機能導入。
- 2001年（平成13年）
  - 4月1日 : 管理部を総務部、営業部を企画営業部、経理部を財務部、高速度鉄道建設部を建設部に、それぞれ名称変更。
    - 施設車両部の電車車両課を電車運転課に名称変更。
- 2003年（平成15年）
  - 2月28日 : 「いこまいきっぷ」発売終了。
  - 3月27日 : 地下鉄上飯田線開業。名鉄小牧線と相互直通運転開始。
  - 3月27日 : ユリカの一部を共通乗車カードシステム「トランパス」対応とする。同時にリリーカードの使用を停止し、ユリカへの交換手続き開始（2006年（平成18年）3月31日交換手続き終了）。
  - 夏休み期間に小児専用の一日乗車券「1DAYお子サマーパス」発売開始（300円）。
- 2004年（平成16年）
  - 4月1日 : 電車部運転課を電車運転課に名称変更。
    - 用地課、第1工事事務所を廃止。
    - 第2工事事務所と第3工事事務所を統合し、工事事務所を設置。

  - 10月1日 : 名城線駅務区を名城線西部駅務区と名城線東部駅務区に分割。
    - 藤ヶ丘工場を藤が丘工場に名称変更。
    - 名城工場を廃止し、名港工場を設置。

  - 10月6日 : 地下鉄4号線全通。日本初の地下鉄環状運転開始。名城線大曽根駅 - 金山駅間と4号線を併せた環状部を名城線、名城線金山駅 - 名古屋港駅間を名港線と愛称を改めた。
- 2005年（平成17年）
  - 4月1日 : 建築課を廃止し、設計課建築係となる。
    - 工事事務所を廃止。
- 2006年（平成18年）
  - 4月1日 : 「ドニチエコきっぷ」の発売開始など市バス・地下鉄に新サービスを導入。交通局サービスセンターの終了時間の延長やインターネット予約定期券の交付窓口を拡大、なごや乗換ナビなどインターネットを利用したサービスの充実。
    - 企画営業部を廃止し、総合企画部、営業統括部を設置。
    - 工事事務所を設置。
- 2008年（平成20年）10月1日 : 一日乗車券、ドニチエコきっぷで観光・グルメスポットのサービスが受けられる「なごや得ナビ」のサービスを開始。
- 2010年（平成22年）3月1日 : 「学生定期券」発売開始。通学定期券を改めたもので、従来は自宅と学校の最短経路しか発売しなかったものを、学生であればそれ以外の区間でも利用可能とした[5]。
- 2011年（平成23年）
  - 2月10日 : ユリカ、地下鉄1区特別きっぷの発売終了。
  - 2月11日 : ICカード乗車券「manaca」を導入[6]。
- 2012年（平成24年）
  - 1月 : 交通局施設等長期維持管理計画を策定。この計画は施設・設備・機器・車両が順次経年劣化が進み、維持管理に伴う 財政負担が大きくなる中、市バス・地下鉄事業を長期間かつ安定的に運営していくために策定された。この計画は2017年と2020年に2回改定された。計画の期間は2012年から50年間[7]。
  - 2月29日 : ユリカ、地下鉄1区特別きっぷの使用を停止。
  - 4月21日 : manacaについて東海旅客鉄道のTOICAとの相互利用を開始[8]。
- 2013年（平成25年）3月23日 : 交通系ICカード全国相互利用サービス開始により、Kitaca、PASMO、Suica、ICOCA、PiTaPa、nimoca、はやかけん、SUGOCAが利用可能になる。
- 2016年（平成28年） : これまで磁気カードだった敬老パス、福祉特別乗車券がmanacaに切り替わる。切り替え時期は、敬老パスが9月1日、福祉特別乗車券が11月1日。
- 2017年（平成29年）10月1日 : コスト縮減の観点より、市営地下鉄駅の自動券売機で発券される一日乗車券（バス・地下鉄一日乗車券、地下鉄一日乗車券、ドニチエコきっぷ）のみ、樹脂製磁気カードから紙製磁気券に変更[9][注釈 3][10][注釈 4][11]。
- 2022年（令和4年）
  - 8月1日 : 交通局100周年を迎える。2021年度から2023年度にかけて市営交通100年祭として、スタンプラリーや、東山線および名城線・名港線で黄電を再現したラッピング車両の運行（2023年1月まで）などのイベントが開催される[12]。
  - 11月12日 : 交通局ロゴマークを新たに制定し使用開始[3]。

### 収支
公営事業体による高コスト体質から赤字経営が続いていたが、職員・経費などの削減により市バス部門は2006年（平成18年）度以来黒字を続けており、地下鉄も2008年（平成20年）度には27年ぶりに黒字となった。
| 年度     | 市バス | 市バス | 市バス | 市バス   | 地下鉄 | 地下鉄 | 地下鉄 | 地下鉄   |
| 年度     | 収入   | 支出   | 差額   | 累積赤字 | 収入   | 支出   | 差額   | 累積赤字 |
| -------- | ------ | ------ | ------ | -------- | ------ | ------ | ------ | -------- |
| 2005年度 | 245    | 246    | ▲1     | 726      | 823    | 905    | ▲82    | 3,135    |
| 2006年度 | 234    | 230    | 4      | 562      | 817    | 862    | ▲45    | 3,185    |
| 2007年度 | 237    | 228    | 9      | 542      | 826    | 842    | ▲16    | 3,204    |
| 2008年度 | 244    | 235    | 9      | 533      | 833    | 815    | 18     | 3,186    |
| 2009年度 | 240    | 227    | 12     | 512      | 809    | 765    | 44     | 3,145    |
| 2010年度 | 245    | 229    | 16     | 495      | 793    | 751    | 42     | 3,105    |
| 2011年度 | 238    | 226    | 12     | 482      | 787    | 769    | 18     | 3,088    |
| 2012年度 | 242    | 227    | 15     | 465      | 811    | 762    | 49     | 3,043    |
| 2013年度 | 236    | 221    | 15     | 440      | 828    | 756    | 72     | 2,979    |
| 2014年度 | 235    | 221    | 14     | 424      | 856    | 791    | 65     | 2,759    |
| 2015年度 | 235    | 220    | 15     | 403      | 911    | 788    | 123    | 2,646    |
| 2016年度 | 243    | 221    | 22     | 380      | 945    | 784    | 161    | 2,482    |
| 2017年度 | 247    | 230    | 17     | 361      | 946    | 777    | 169    | 2,310    |
| 2018年度 | 249    | 236    | 13     | 332      | 944    | 777    | 167    | 2,141    |
| 2019年度 | 256    | 244    | 12     | 317      | 929    | 778    | 151    | 1,990    |
| 2020年度 | 234    | 242    | ▲8     | 329      | 677    | 764    | ▲87    | 2080     |

ただし、地方財政健全化法に基づく「資金不足比率」の計算においては市バス事業が資金不足と判定されたため、2009年（平成21年）度より期間がおおむね8年の経営健全化計画を策定することになった。なお、2013年（平成25年）度決算で資金不足比率が経営健全化基準を達成したことにより、3年前倒しで計画は完了した。

## 不祥事
- 2015年4月13日に自殺した職員の親族が、原因は上司からのパワーハラスメントにあったとして、名古屋市に対し民事訴訟を起こした。名古屋地方裁判所は、2020年2月に名古屋市に責任があったとして約7,353万円の支払いを命じる判決を下した。名古屋市は控訴せずに損害賠償の支払いを行った[14]。